# 消されたライセンス (曲)
「消されたライセンス」（"Licence to Kill"）は、映画『007/消されたライセンス』のために制作され、アメリカ合衆国の歌手のグラディス・ナイトが歌った1989年の楽曲である。ナラダ・マイケル・ウォルデン、ジェフリー・コーエン、ウォルター・アファナシェフにより制作され、1989年5月30日にシングルとして発売され、イギリスではシングルチャートで6位となった。スウェーデンのシングルチャートでは首位を獲得したほか、ヨーロッパ7カ国でトップ5入りを果たした。カナダの『RPM』のトップシングルチャートでは79位となった一方、アメリカのBillboard Hot 100入りは逃した。

## トラックリスト
7インチシングル
A. 消されたライセンス "Licence to Kill" – 4:11
B. パム "Pam" (マイケル・ケイメン&ナショナル・フィルハーモニック・オーケストラ)
12インチシングル
A1. 消されたライセンス "Licence to Kill" (拡張版)
B1. パム "Pam" (マイケル・ケイメン&ナショナル・フィルハーモニック・オーケストラ)
B2. 消されたライセンス "Licence to Kill"

## パーソネル
- グラディス・ナイト: ボーカル
- ナラダ・マイケル・ウォルデン: ソングライター、プロデューサー、アレンジャー
- ウォルター・アファナシェフ: ソングライター、アソシエイトプロデューサー、アレンジャー、オーケストレーター、キーボード、ドラムプログラミング、パーカッション、モーグベース、シンセサイザー
- ジェフリー・コーエン: ソングライター
- マイケル・ケイメン: オーケストレーター
- ゲイリー・グラント（英語版）、ジェリー・ヘイ: ホルン
- グレッグ・"ジジ"・ゴナウェイ（英語版）: パイステシンバル
- レン・クライス: フェアライトシンセサイザープログラミング
- クレイトーヴェン・リチャードソン（英語版）、ジニー・トレイシー、カレン・"キティ・ベートーベン"・ブルーイングトン、メリサ・カリー、サンディ・グリフィス、スカイラー・ジェット: バックグラウンドボーカル

## チャート
| チャート(1989)                          | 最高 順位 |
| --------------------------------------- | --------- |
| ベルギー (Ultratop 50 Flanders)         | 3         |
| カナダ トップシングルス (RPM)           | 79        |
| カナダ アダルト・コンテンポラリー (RPM) | 27        |
| デンマーク (IFPI)                       | 2         |
| ヨーロッパ (Eurochart Hot 100)          | 2         |
| フランス (SNEP)                         | 28        |
| ドイツ (GfK Entertainment charts)       | 3         |
| アイルランド (IRMA)                     | 4         |
| オランダ (Dutch Top 40)                 | 2         |
| オランダ (Single Top 100)               | 2         |
| ノルウェー (VG-lista)                   | 2         |
| スウェーデン (Sverigetopplistan)        | 1         |
| スイス (Schweizer Hitparade)            | 2         |
| UK シングルス (OCC)                     | 6         |
| US Adult Contemporary (Billboard)       | 18        |
| US Hot R&B/Hip-Hop Songs (Billboard)    | 69        |

| チャート (1989)                 | 順位 |
| ------------------------------- | ---- |
| ベルギー (Ultratop)             | 23   |
| ヨーロッパ (Eurochart Hot 100)  | 32   |
| ドイツ (Official German Charts) | 54   |
| オランダ (Dutch Top 40)         | 12   |
| オランダ (Single Top 100)       | 47   |
| スイス (Schweizer Hitparade)    | 11   |

## カバーバージョン
2017年、ミュージシャン兼プロデューサーのフェルナンド・ペルドモは元ピンク・フロイドのバックボーカルで backing vocalist and ブルー・パールのリードシンガーのドゥラガ・マクブルームとコラボレーションし、コンピレーションアルバム『Songs, Bond Songs: The Music of 007』用にこの曲を収録した。